# Bell-Zustand

Zusammenhang zwischen den beiden korrelierten Basen zweier Qubits im -Zustand

Bell-Zustände oder EPR-Paare (benannt nach dem irischen Physiker John Stewart Bell) sind bestimmte quantenmechanische Zustände, an denen zwei Teilchen beteiligt sind. Es gibt insgesamt vier Bell-Zustände. Bell-Zustände sind die einfachsten Beispiele für Quantenverschränkung. Die Verschränkung erzeugt einen Zusammenhang zwischen den Zuständen der beiden Teilchen, der mit der klassischen Physik nicht erklärt werden kann. Die Messung einer Eigenschaft (zum Beispiel der Polarisierung eines Photons) an einem der beiden Teilchen liefert mit einer Wahrscheinlichkeit von je 50 % das Ergebnis {\displaystyle \left|0\right\rangle } oder {\displaystyle \left|1\right\rangle } (zum Beispiel horizontale oder vertikale Polarisierung eines Photons). Obwohl das Ergebnis dieser Messung zufällig ist, bestimmt es, ob das Ergebnis einer zweiten Messung an dem anderen Teilchen {\displaystyle \left|0\right\rangle } oder {\displaystyle \left|1\right\rangle } ist. Wenn man viele Paare mit demselben Bell-Zustand erzeugt und jeweils beide Teilchen misst, dann sind die Messwerte, die man bei den beiden Teilchen eines Paars findet, entweder immer gleich oder immer ungleich. Das bezeichnet man als perfekte Korrelation der Messwerte.
Bell-Zustände werden in der Quanteninformatik benutzt, zum Beispiel bei der Quantenteleportation. Bell-Zustände können auf mehr als zwei Qubits erweitert werden, zum Beispiel auf den GHZ-Zustand mit drei oder mehr Qubits.

## Bell-Zustände

### Eigenschaften
Bell-Zustände sind vier bestimmte Quantenzustände aus zwei maximal verschränkten Teilchen. Maximale Verschränkung bedeutet, dass die Teilchen keinen eigenen Zustand haben. Es gibt aber einen Zusammenhang zwischen ihren Zuständen. Die Zustände der Teilchen werden im Folgenden durch Qubits beschrieben.
Beide Qubits befinden sich in einer gleichmäßigen Superposition der Basisvektoren {\displaystyle \left|0\right\rangle } und {\displaystyle \left|1\right\rangle }. Wenn man die beiden Qubits eines Bell-Zustands auf zwei räumlich getrennte Personen Alice und Bob verteilt, dann folgt aus der Verschränkung:
Wenn Alice ihr Qubit A in der Standard-Basis misst, ist das Ergebnis entweder 0 oder 1, jeweils mit einer Wahrscheinlichkeit von 0,5. Das Gleiche gilt für Bob, wenn er sein Qubit B misst. Es sieht also so aus, als ob Alice und Bob zufällige Ergebnisse erhalten. Wenn sie aber ihre Ergebnisse miteinander vergleichen, dann stellen sie fest, dass ihre Ergebnisse perfekt miteinander korrelieren.
Diese perfekte Korrelation von getrennten Systemen ist etwas Besonderes. Es sieht so aus, als ob sich die beiden Qubits vor der Trennung darüber „abgesprochen“ haben, welches Ergebnis sie bei einer Messung erzeugen werden. Deshalb vermuteten Albert Einstein, Boris Podolsky und Nathan Rosen (kurz EPR) 1935 in ihrem EPR-Gedankenexperiment, dass in der Beschreibung des Bell-Zustands durch die Quantenmechanik etwas fehlt. Sie nannten es „verborgene Variablen“.
1964 entwickelte John Stewart Bell mit Hilfe der Wahrscheinlichkeitstheorie die Bellsche Ungleichung. Sie beweist, dass man mit verborgenen Variablen keine perfekte Korrelation erreichen kann. Die Quantenmechanik sagt dagegen die perfekte Korrelation genau vorher. Was Bell 1964 als Gedankenexperiment beschrieb, konnte ab 1972 in physikalischen Experimenten, den sogenannten Bell-Tests, überprüft werden. Seitdem haben zahlreiche Experimente die Verletzung der Ungleichung für verschränkte Teilchenpaare nachgewiesen. Die Vorhersagen der Quantenmechanik wurden durch alle Experimente bestätigt.
Zusätzlich zeigt das No-Communication-Theorem, dass auch die Messungen selber nicht dazu benutzt werden können, Informationen zwischen den beiden Qubits zu übertragen.

### Bell-Basis
Die Bell-Basis bildet eine Orthonormalbasis des vierdimensionalen Hilbertraums der möglichen Zweiteilchen-Zustände. Wenn Teilchen A die Basiszustände {\displaystyle |0\rangle _{A}} und  {\displaystyle |1\rangle _{A}} hat, und Teilchen B entsprechend, dann heißen die vier Bell-Zustände wie folgt:
{\displaystyle |\Phi ^{+}\rangle ={\frac {1}{\sqrt {2}}}(|0\rangle _{A}|0\rangle _{B}+|1\rangle _{A}|1\rangle _{B})}
{\displaystyle |\Phi ^{-}\rangle ={\frac {1}{\sqrt {2}}}(|0\rangle _{A}|0\rangle _{B}-|1\rangle _{A}|1\rangle _{B})}
{\displaystyle |\Psi ^{+}\rangle ={\frac {1}{\sqrt {2}}}(|0\rangle _{A}|1\rangle _{B}+|1\rangle _{A}|0\rangle _{B})}
{\displaystyle |\Psi ^{-}\rangle ={\frac {1}{\sqrt {2}}}(|0\rangle _{A}|1\rangle _{B}-|1\rangle _{A}|0\rangle _{B}).}
Alle vier Bell-Zustände sind paarweise zueinander orthogonal. In jedem der Zustände zeigt sich die Verschränkung darin, dass jedes der Teilchen mit gleicher Wahrscheinlichkeit jeden der beiden Basiszustände besetzt, und dass trotzdem, nachdem das eine Teilchen in einem der Basiszustände nachgewiesen wurde, mit Sicherheit der Basiszustand feststeht, in dem sich das andere Teilchen befindet.

### Erzeugung von Bell-Zuständen

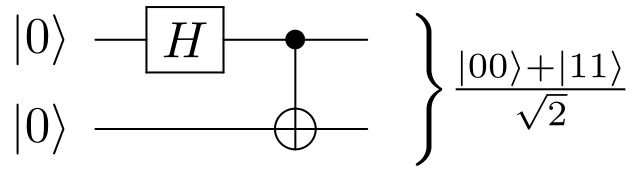
Quantenschaltung zur Erzeugung des Bell-Zustands.

Die einfachste Methode, um einen Bell-Zustand mit einer Quantenschaltung zu erzeugen, benötigt ein Hadamard-Gatter und ein CNOT-Gatter.
Die Quantenschaltung in der Abbildung benötigt zwei Schritte, um den Eingangszustand {\displaystyle |00\rangle } in den Bell-Zustand {\displaystyle |\Phi ^{+}\rangle } zu überführen.
1. Überführe das obere Qubit des Eingangszustands mit einem Hadamard-Gatter in eine Superposition. Der neue Registerzustand ist
{\displaystyle {\frac {1}{\sqrt {2}}}(|0\rangle +|1\rangle )|0\rangle ={\frac {1}{\sqrt {2}}}(|00\rangle +|10\rangle )}
2. Benutze das obere Qubit als Kontroll-Qubit für ein CNOT-Gatter. Das CNOT-Gatter invertiert das Ziel-Qubit (das untere Qubit) nur dann, wenn das Kontroll-Qubit 1 ist. Der Endzustand ist
{\displaystyle {\frac {1}{\sqrt {2}}}(|00\rangle +|11\rangle )=|\Phi ^{+}\rangle }

Die Schaltung überführt jeden einfachen Zwei-Qubit-Eingangszustand {\displaystyle |00\rangle ,|01\rangle ,|10\rangle ,|11\rangle } in einen Bell-Zustand.
{\displaystyle |00\rangle \rightarrow |\Phi ^{+}\rangle ={\frac {1}{\sqrt {2}}}(|00\rangle +|11\rangle )}
{\displaystyle |01\rangle \rightarrow |\Psi ^{+}\rangle ={\frac {1}{\sqrt {2}}}(|01\rangle +|10\rangle )}
{\displaystyle |10\rangle \rightarrow |\Phi ^{-}\rangle ={\frac {1}{\sqrt {2}}}(|00\rangle -|11\rangle )}
{\displaystyle |11\rangle \rightarrow |\Psi ^{-}\rangle ={\frac {1}{\sqrt {2}}}(|01\rangle -|10\rangle )}
Im Experiment werden verschränkte Paare von Photonen zum Beispiel erzeugt, indem man einen starken Laserstrahl auf einen speziellen Kristall richtet. Wenn dabei eine spontane parametrische Fluoreszenz (= Spontaneous parametric down-conversion) auftritt, erfolgt eine Umwandlung von einem Photon aus dem Laserstrahl in zwei miteinander verschränkte Photonen, die aus dem Kristall austreten.

### Beispiel Spin-½-Teilchen
Bei Spin-{\displaystyle {\tfrac {1}{2}}}-Teilchen bezeichnet man die Basiszustände gewöhnlich mit {\displaystyle \left|{\mathord {\uparrow }}\right\rangle } und {\displaystyle \left|{\mathord {\downarrow }}\right\rangle }, was an die beiden Möglichkeiten {\displaystyle m=\pm {\tfrac {1}{2}}} der Orientierung des Spin längs einer gegebenen Achse erinnert. Der vierte Zustand der Bell-Basis ist dann der Singulett-Zustand, d. h. der Zustand zum Gesamtspin {\displaystyle S=0}:
{\displaystyle |\Psi ^{-}\rangle ={\frac {1}{\sqrt {2}}}(\left|{\mathord {\uparrow }}\right\rangle _{A}\;\left|{\mathord {\downarrow }}\right\rangle _{B}-\left|{\mathord {\downarrow }}\right\rangle _{A}\;\left|{\mathord {\uparrow }}\right\rangle _{B}).}
Entsprechend ist der dritte Zustand der Bell-Basis der Triplett-Zustand ({\displaystyle S=1}) mit der m-Quantenzahl {\displaystyle M=0}:
{\displaystyle |\Psi ^{+}\rangle ={\frac {1}{\sqrt {2}}}(\left|{\mathord {\uparrow }}\right\rangle _{A}\;\left|{\mathord {\downarrow }}\right\rangle _{B}+\left|{\mathord {\downarrow }}\right\rangle _{A}\;\left|{\mathord {\uparrow }}\right\rangle _{B}).}
Die ersten beiden Zustände der Bell-Basis sind Alignment-Zustände, d. h. zwei orthogonale Überlagerungen der Triplett-Zustände zu {\displaystyle M=\pm 1}
{\displaystyle |\Phi ^{+}\rangle ={\frac {1}{\sqrt {2}}}(\left|{\mathord {\uparrow }}\right\rangle _{A}\;\left|{\mathord {\uparrow }}\right\rangle _{B}+\left|{\mathord {\downarrow }}\right\rangle _{A}\;\left|{\mathord {\downarrow }}\right\rangle _{B}).}
{\displaystyle |\Phi ^{-}\rangle ={\frac {1}{\sqrt {2}}}(\left|{\mathord {\uparrow }}\right\rangle _{A}\;\left|{\mathord {\uparrow }}\right\rangle _{B}-\left|{\mathord {\downarrow }}\right\rangle _{A}\;\left|{\mathord {\downarrow }}\right\rangle _{B}).}

## Bell-Messung

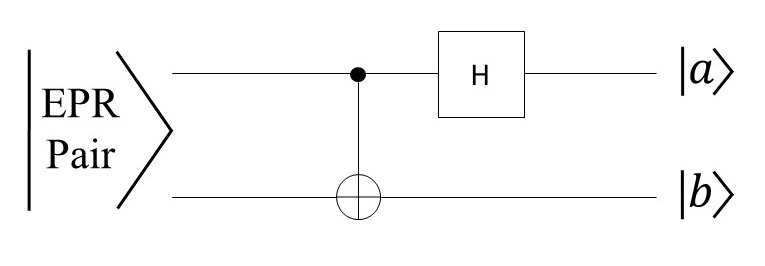
Diese Quantenschaltung dekodiert einen Bell-Zustand. Der Bell-Zustand wird hier als EPR-Paar (engl. EPR Pair) bezeichnet.

Eine Bell-Messung misst ein Paar aus zwei Qubits, um zu bestimmen, in welchem der vier Bell-Zustände das Paar vor der Messung war. Man kann eine Bell-Messung durch einen Quantenschaltkreis beschreiben. Die Abbildung zeigt einen Dekodierer. Er ist das Gegenstück zu der Quantenschaltung zur Erzeugung von Bell-Zuständen. Das CNOT-Gatter macht die Verschränkung der beiden Qubits rückgängig. Dadurch nehmen beide Qubits wieder den Zustand an, in dem sie vor der Verschränkung waren. Das Hadamard-Gatter überführt die Superposition des oberen Qubits zurück in den ursprünglichen Basiszustand. Danach ergibt eine Messung in der Standardbasis ein eindeutiges Ergebnis.
Im Experiment kann eine Bell-Messung zum Beispiel an zwei Photonen durchgeführt werden. Dazu verwendet man zum Beispiel polarisierende Strahlteiler, mit denen man allerdings nur zwei Bell-Zustände sicher erkennen kann.
Der Quantenschaltkreis für die Bell-Messung ist ein wichtiges Element bei der Quantenteleportation. Bei der Quantenteleportation besteht der Eingangszustand allerdings nicht aus einem Bell-Zustand, sondern aus dem Quell-Qubit, das übertragen werden soll und einem Hilfs-Qubit, das mit dem Ziel-Qubit in einem Bell-Zustand verschränkt ist.

## Bell-Operator
Ein Bell-Operator ist ein Operator, der die Messung bestimmter Korrelationen zwischen den Teilchen beschreibt. Einige seiner Eigenwerte – also der möglichen Messwerte – liegen außerhalb der Grenzen, die nach klassischen Vorstellungen von Raum, Zeit und Verursachung für solche Korrelationen bestehen müssen. Die oben definierten Bell-Zustände sind Eigenzustände zu einem von Clauser et al. eingeführten Bell-Operator, der (nach den Anfangsbuchstaben der Autorennamen) auch CHSH-Operator genannten wird.
Zur Konstruktion des CSCH-Operators geht man von einem 1-Teilchenoperator aus, der für die beiden Basiszustände die Eigenwerte {\displaystyle \pm 1} hat. Ein anschauliches Beispiel für ein Photon ist etwa ein vertikaler bzw. horizontaler Polarisationsfilter. Man kann ihn durch  {\displaystyle {\hat {o}}=|1\rangle \langle 1|-|0\rangle \langle 0|} ausdrücken. Für jedes der beiden verschränkten Teilchen wird ein solcher Operator gebildet und mit {\displaystyle {\hat {a}}} bzw. {\displaystyle {\hat {b}}} bezeichnet. Zudem betrachtet man für jedes Teilchen eine zweite Basis {\displaystyle |0\rangle ',\;|1\rangle '} mit entsprechenden Operatoren  {\displaystyle {\hat {a}}',\;{\hat {b}}'} (z. B. um einen Winkel gedrehte Polarisationsfilter). Ein Bell-Operator ist dann
{\displaystyle {\hat {B}}={\hat {a}}({\hat {b}}+{\hat {b}}')+{\hat {a}}'({\hat {b}}-{\hat {b}}')}.
Nun wählt man die zweite Basis „komplementär“ zur ersten, d. h. zum Beispiel
{\displaystyle |0\rangle '={\frac {1}{\sqrt {2}}}\left(|1\rangle -|0\rangle \right)}
{\displaystyle |1\rangle '={\frac {1}{\sqrt {2}}}\left(|1\rangle +|0\rangle \right)},
(anstelle des Plus- bzw. Minuszeichens könnten auch komplexe Phasen {\displaystyle \mathrm {e} ^{\mathrm {i} \alpha },\;-\mathrm {e} ^{-\mathrm {i} \alpha }} gewählt werden).
Wenn die Basiszustände {\displaystyle |0\rangle ,\;|1\rangle } parallel bzw. antiparallel zur z-Achse ausgerichtet sind, dann entspricht die komplementäre Basis {\displaystyle |0\rangle ',\;|1\rangle '} ohne komplexe Phasenfaktoren einer Orientierung der Spins in x-Richtung, oder, mit Phasenfaktoren, in Richtung einer beliebigen anderen Achse in der x-y-Ebene.
Der CHSH-Operator hat den Eigenwert Null für die beiden Zustände {\displaystyle \Phi ^{\pm }}, und die Eigenwerte {\displaystyle \pm 2{\sqrt {2}}} für die Zustände {\displaystyle \Psi ^{\pm }}. (Zur Berechnung mit Operatormethoden siehe , alternativ kann man das direkt ausrechnen, indem man die zweite Basis als Linearkombination der ersten ausdrückt.)
Die beiden Extremwerte liegen außerhalb des Bereichs {\displaystyle [-2,\;+2]}, auf den nach klassischer Vorstellung (bzw. der Bellschen Ungleichung) die Messwerte der Korrelationen beschränkt bleiben müssen, die mit dem CSCH-Operator gemessen werden.

## Maximale Verschränkung
Die Bell-Zustände sind maximal verschränkt, da auf ihnen alle Verschränkungsmaße den (im Hilbertraum {\displaystyle C^{2}\otimes C^{2}}) maximal möglichen Wert annehmen. Insbesondere hat die Verschränkungsentropie des Zustands den Maximalwert 1. Es kann auch deshalb keinen Zustand geben, der stärker verschränkt ist als ein Bell-Zustand, weil sich aus diesem durch lokale Quantenoperationen und klassische Kommunikation (LOCC), die die Verschränkung nicht verstärken können, deterministisch jeder andere Zustand herstellen lässt.